# 布倫科 (愛荷華州)
布倫科（英語：Blencoe）是一個位於美國愛荷華州莫諾納縣的城市。

## 地理
布倫科的座標為41°55′55″N 96°04′54″W / 41.93194°N 96.08167°W，而該地的平均海拔高度為317米（即1040英尺）。

## 人口
根據2010年美國人口普查的數據，布倫科的面積為1.97平方千米，當中陸地面積為1.97平方千米，而水域面積為0.00平方千米。當地共有人口224人，而人口密度為每平方千米113人。